# Soumission (film, 1979)
Pour les articles homonymes, voir Soumission.
 Pour plus de détails, voir Fiche technique et Distribution
Soumission est un film français film pornographique réalisé en 1979 par Burd Tranbaree (pseudonyme de Claude Bernard-Aubert) également exploité sous les titres Clarisse, Je mouille pour vous et La Maison des phantasmes.

## Synopsis
Depuis que Mathieu (Richard Allan) a perdu sa virilité dans un accident de voiture, il occupe ses journées à jouer du piano dans sa luxueuse villa campagnarde et à mettre en scène des rencontres érotiques dont Clarisse (Brigitte Lahaie), son épouse, est la principale protagoniste.
 
Un beau jour, Mathieu organise le viol de Clarisse dans le cadre d'une maison abandonnée. Celle-ci échappe d'abord de peu aux assauts de ses trois violeurs mais ceux-ci la poursuivent jusque chez elle. Là, ils la violent et l'humilient sous les yeux de Mathieu qui, devant ce spectacle, retrouve toute sa virilité. Les complices s'éclipsent alors et laissent le couple seul dans l'intimité de la pénombre.

## Fiche technique
- Titre : Soumission
- Réalisation : Burd Tranbaree
- Distribution : Alpha France
- Production : FFCM/Shangrila
- Directeur de production : Martial Berthot
- Directeur de la photographie : Pierre Fattori
- Directeur artistique : Alain Corabœuf
- Musique : Alain Goraguer (sous le nom de Paul Vernon)
- Durée : 70 minutes
- Date de sortie : 1er août 1979

## Distribution
- Richard Allan : Mathieu
- Brigitte Lahaie : Clarisse
- Marianne Fournier (Morgane) : Marie
- Guy Royer : Firmin
- Christel Lauris : la mère d'Émilie
- Anne Christine Bezier : Émilie
- Dominique Aveline : un violeur
- Piotr Stanislas : un violeur
- John Oury : un violeur
- Élisabeth Buré : la femme de chambre